# 봉선화 (1984년 영화)
"봉선화"는 한국에서 제작된 고성원 감독의 1984년 드라마 영화이다. 남일우 등이 주연으로 출연하였다.

## 출연

### 주연
- 남일우
- 최선자
- 민지환
- 서인석